# Sganarello o il cornuto immaginario
Sganarello o il cornuto immaginario è una commedia in un atto di Molière. Le scene sono ventiquattro. L'opera riscosse notevole successo nonostante venisse rappresentata nel periodo estivo e in una circostanza particolare, dato che la corte era fuori Parigi per il matrimonio di Luigi XIV e Maria Teresa di Spagna.
Nella sua Vie de Molière, Voltaire giudica positivamente la commedia, criticandone però alcune scelte linguistiche (arcaismi e lessico talvolta non adatto alla scena) e il finale, considerato tra i meno felici nella vasta produzione molieriana.
Gli attori della prima rappresentazione furono i seguenti:
| Personaggio          | Attore               |
| -------------------- | -------------------- |
| Gorgibus             | L'Espy               |
| Célie                | Mademoiselle Du Parc |
| Lélie                | La Grange            |
| Gros-René            | Du Parc              |
| Sganarelle           | Molière              |
| Moglie di Sganarelle | Mademoiselle De Brie |
| Villebrequin         | De Brie              |
| Confidente di Célie  | Madeleine Béjart     |

## Trama
L'azione si svolge in una pubblica piazza: Gorgibus ha promesso la figlia Célie a Lélie, ma durante un'assenza di questi cerca di convincerla ad accettare la mano di Valère, un partito che ritiene migliore.
Célie è tanto innamorata di Lélie che sviene nel rimirarne un ritratto. Viene soccorsa da Sganarelle, ma sua moglie, che osserva la scena dalla finestra di casa, pensa d'aver scoperto una tresca. Giunta in piazza, trova il ritratto di Lélie e ne resta affascinata, colta in flagrante dal marito mentre loda la bellezza del giovane.
Trovato di lì a poco il presunto amante, Sganarelle gli intima di stare alla larga dalla consorte, cosicché Lélie si convince che Célie s'è sposata con Sganarelle; in seguito Sganarelle confida a Célie la relazione extraconiugale di Lélie.
Per ripicca, Célie accetta di sposare Valère, e quando incontra Lélie lo rimprovera aspramente, venendo a sua volta accusata di aver con gran leggerezza tradito le promesse fatte. Al tempo stesso Sganarelle sente che dovrebbe uccidere l'uomo per preservare l'onore cui tanto tiene, ma una serie di inconvenienti e, soprattutto, la sua natura pigra e paurosa, lo frenano quando si accinge a compiere il delitto.
I quattro personaggi principali si ritrovano infine insieme, attaccandosi vicendevolmente. La confidente di Célie mette allora in scena il suo buon senso, riuscendo con una serie di domande a chiarire gli equivoci. Pentita, la ragazza si rende conto di aver commesso un errore accettando il matrimonio con Valère; Gorgibus, infatti, è sordo di fronte alle richieste di Célie e della famiglia. Nella scena finale, però, il padre di Valère - Villebrequin - rivela che il figlio è segretamente sposato da quattro mesi. Siccome la moglie proviene da una famiglia ricca, si guarda bene dal ribellarsi all'inaspettata situazione, ma la sorprendente notizia permette anche a Célie e Lélie di convolare a nozze, visto che Gorgibus sostiene a quel punto non esserci miglior partito di Lélie, cui la figlia è promessa.